# 群馬県道126号榛名山箕郷線

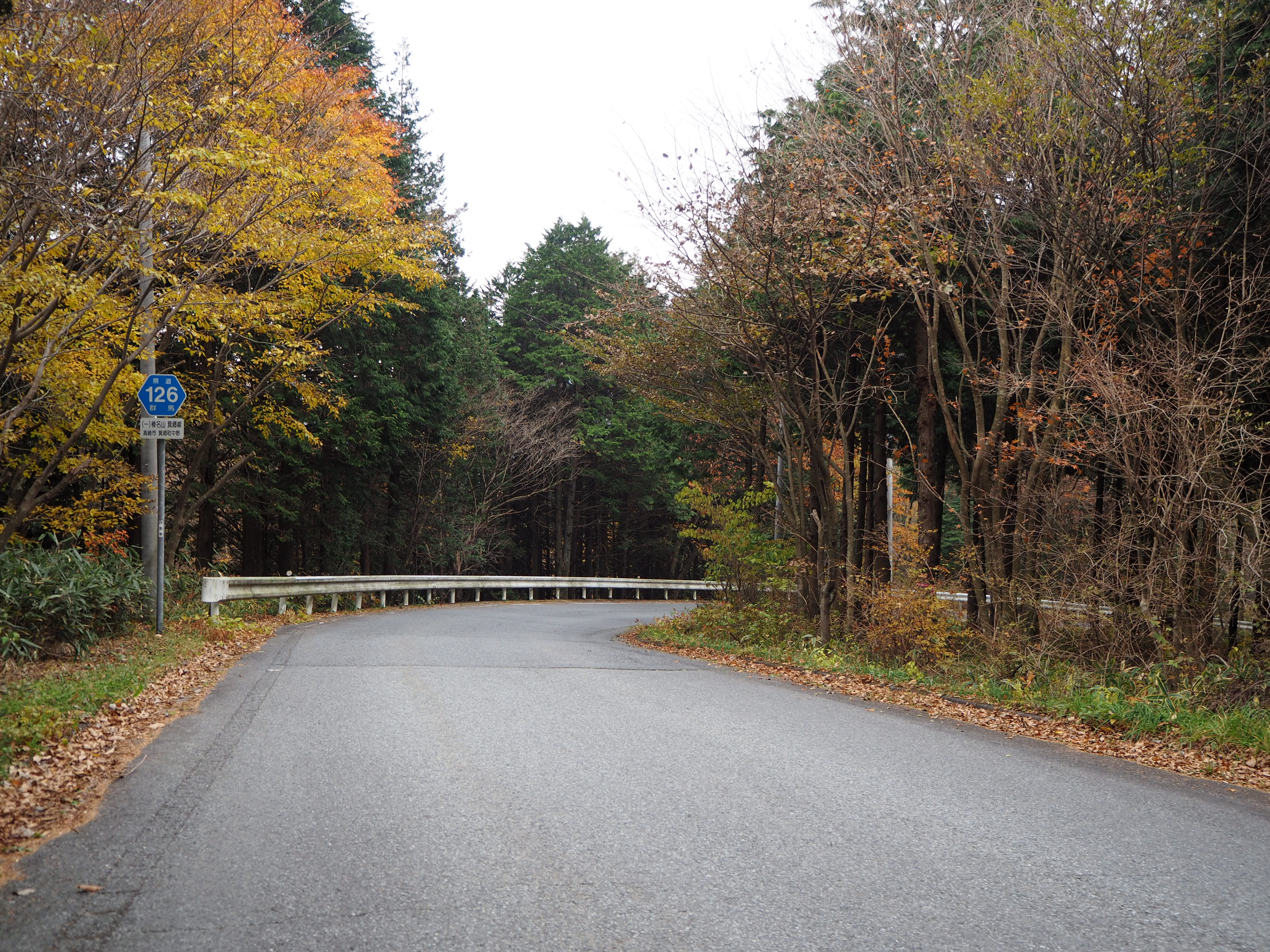
群馬県道126号榛名山箕郷線（2015年11月）

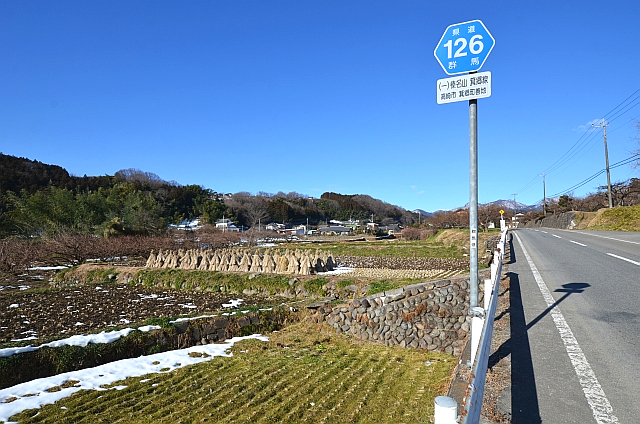
高崎市（旧箕郷町）善地付近（2016年2月）

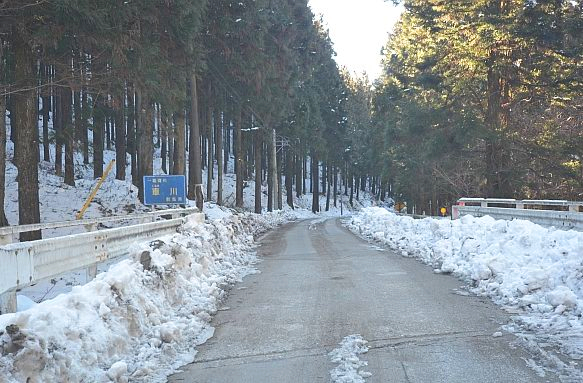
車川を渡る（2016年2月）

群馬県道126号榛名山箕郷線（ぐんまけんどう126ごう はるなさんみさとせん）は、群馬県高崎市榛名山町から、榛名山山頂部を経由して、高崎市箕郷町東明屋に至る道路（県道）である。

## 概要
榛名山と高崎市箕郷町を直接結ぶ県道である。両地域を直接結ぶ道路としては、並行して東側にも群馬県道28号高崎東吾妻線が走っているが、本県道経由のルートのほうが若干距離が長い代わりに、山間部の区間でも幅員がやや広く、急曲線も少ない。
高崎東吾妻線と同様、高崎市中心部と榛名山頂・榛名湖を結ぶ短絡ルートにあたるが、同様に大型車は通行できず、両地域を結ぶバスなど大型車は、西側の群馬県道211号安中榛名湖線・群馬県道33号渋川松井田線を利用することになる。

### 路線データ
- 起点：高崎市榛名湖町（群馬県道33号渋川松井田線交点）[注釈 1]
- 終点：高崎市箕郷町西明屋（群馬県道26号高崎安中渋川線交点〈西明屋箕輪小学校前交差点〉）[注釈 2]

## 歴史
- 1959年（昭和34年）9月18日：群馬県より現・道路法に基づき、県道榛名山箕郷線（群馬郡榛名町大字榛名山 - 同郡箕郷町大字東明屋、整理番号151）が路線認定される[2]。

## 路線状況
起点は高崎市榛名山町の榛名神社参道との交点（榛名歴史民俗資料館前）であるが、ここから高崎市榛名湖町の分岐点までは群馬県道33号渋川松井田線と重複する。また、榛名湖畔では群馬県道28号高崎東吾妻線とも重複している。この区間では本県道の標識は掲示されていない。
高崎市榛名湖町の榛名山ロープウェイ榛名高原駅近くの交差点（榛名湖水質管理センターの隣）で分岐して単独区間に入り、車川（烏川水系榛名白川の支流）に沿って走る。沿線は標高の高い地域には杉林が多く、標高の低い地域には果樹園や集落が広がる。箕郷中央公園の前を通り、箕郷町の市街地に入って西明屋箕輪小学校前交差点（高崎市箕郷町西明屋）までが単独区間である。
その後、西に折れて群馬県道26号高崎安中渋川線に合流すると、まもなく終点である。
本県道に設定されているバス路線は、重複区間のみを走るものを除けば、箕郷と駒寄を結ぶ路線（群馬バス）のみである。

### 重複区間
- 群馬県道33号渋川松井田線 - 高崎市榛名山町（起点）から高崎市榛名湖町まで
- 群馬県道28号高崎東吾妻線 - 高崎市榛名湖町内
- 群馬県道154号新井下室田線 - 高崎市箕郷町善地地内（新板橋バス停付近）
- 群馬県道26号高崎安中渋川線 - 高崎市箕郷町西明屋（西明屋箕輪小学校交差点）から高崎市箕郷町東明屋（終点）まで

### 交差する主な道路
重複する道路以外に交差する主な道路はない。